# Need for Speed: Payback
Need for Speed: Payback (укр. Жага швидкості: Розплата) — відеогра серії Need for Speed в жанрі аркадного автосимулятора, розробляється студією Ghost Games.
Гру планує видати компанія Electronic Arts для консолей PlayStation 4 і Xbox One, а також для персональних комп'ютерів під управлінням Windows, 10 листопада 2017 року. Ігровий процес Need for Speed: Payback зосереджений на вуличних гонках, кримінальних завданнях і поліцейській гонитві. Гравцеві надана свобода пересування по вигаданому місту Фортуна-Веллі. Виграючи заїзди, гравець відкриває нові автомобілі, деталі тюнінгу і просувається по кар'єрі. Мережева гра містить систему Speedlist, що включає в себе різні змагання, за допомогою яких гравці підвищують свій рейтинг. Сюжет будується навколо команди, що складається з Тая, Мака і Джесс і їх прагненні до відплати картелю Дім, який контролює гральні заклади, злочинців і поліцію всього Фортуна-Веллі.
Розробники в ході створення нової частини серії вирішили провести роботу над помилками, усунувши недоліки, які були присутні в Need for Speed 2015 року. На відміну від попередника, Need for Speed: Payback акцентує більше уваги на поліцейських переслідуваннях і сюжеті, а також має проробленіший відкритий світ.

## Ігровий процес
Need for Speed: Payback являє собою аркадний автосимулятор, виконаний в тривимірній графіці і зосереджений на вуличних гонках. Гра відбувається в місті Фортуна-Веллі, щодо якого надана свобода пересування. У грі діє система трофеїв і досягнень.
Катаючись по місту, можна знайти піктограми змагань різних типів, таких як кільце, спринт, дрег, гонки по бездоріжжю і кримінальні завдання. У гонках гравець може виграти готівку і нові машини. У грі присутні десять вуличних ліг, в кожній з яких надані свої гонки, завдання та учасники. Після проходження всіх гонок і завдань в кожній лізі відкривається змагання з босом, який є ватажком ліги. По місту їздить поліція, яка пускається в погоню за гонщиками, такими, що порушують ПДР, а також ведуться на приманки у вигляді запчастин для автомобілів та інших речей по місту. Чим більше здійснювати порушень і довше їхати від поліції, тим вищим буде рівень погоні, і, як наслідок, тим швидші і потужні автомобілі будуть використовувати поліцейські, включаючи «носорогів», які збивають зі шляху машину порушника, і вертоліт, що стежить за ходом погоні. У місті присутні і пастки для лихачів — проїхавши повз таку, гравцеві потрібно проїжджати повз контрольні точки, щоб встановити найвищу середню швидкість. Крім цього, по всьому місту розташовані радари, повз яких потрібно проїхати з вищою швидкістю.
В мережевій грі, як і в попередніх частинах серії, представлений Speedlist, котрий зазнав деякі зміни. Він являє собою список гравців, кожен з яких може брати участь в гонках і голосувати, яке змагання буде наступним. Перед початком гонки гравець повинен вибрати один гоночний автомобіль і один позашляховик, при цьому рівень продуктивності машин суперників буде аналогічним. Для рейтингової гонки також необхідно підвищувати рівень навичок за допомогою перемог в гонках, однак при частих ураженнях рейтинг знижується. За перемогу і, меншою мірою, за просту участь в гонках гравець нагороджується внутрішньо валютою і запчастинами. У рейтинговій гонці можна заробити додаткову репутацію, якщо машина слабше тих, що у суперників. Крім цього, в грі діє система Autolog, що дозволяє порівнювати свої результати з іншими гравцями по мережі.
Автомобілі в грі представлені ліцензованими моделями від таких відомих світових виробників, як BMW, Chevrolet, Nissan, Lamborghini, Mercedes-Benz та інших і розділені на п'ять класів: гоночний, дрифт, позашляховий, драг і Runner. Для гонок і завдань може знадобитися певний клас автомобіля. По місту також можна знайти занедбані машини, які гравець може забрати в гараж. Для автомобілів доступні великі можливості тюнінгу і стайлінгу; запчастини можна як виграти в гонках і знайти по місту, так і купити за внутрішньоігрову валюту або ж реальні гроші. Під час сильних зіткнень автомобіль розбивається і через кілька секунд знову відновлюється на дорозі; гравець може збивати і машини будь-яких інших учасників руху. Як і в попередній частині серії, передбачений фоторежим, в якому можна зробити і зберегти знімок свого автомобіля в гаражі або в місті, вибираючи бажаний гравцеві ракурс.

## Сюжет

### Ігровий світ
Дія гри відбувається в місті під назвою Фортуна-Веллі, щодо якого надана свобода пересування і який є найбільшим відкритим світом серед всіх ігор серії Need for Speed . Його прототипами послужили такі реальні міста, як Лас-Вегас і Сіетл. Фортуна-Веллі розділений на наступні райони:
- Сільвер-Рок — місто, що знаходиться на південному сході Фортуни-Веллі. У ньому зосереджені хмарочоси і промислові зони. Ключові точки Сільвер-Рок: Білліонерс-Роу, Бумвіль, Арк-Тауер, Лейксайд, Баррі і Аеропорт Карвіль.
- Ліберті-Дезерт — пустеля, що знаходиться на захід від міста Сільвер-Рок. У ній розташований перший гараж гравця, безліч гонок по бездоріжжю і розбитих машин, які може забрати і відремонтувати гравець. Ключові точки Ліберті-Дезерт: Аеродром 73, Сонячний проєкт Фортуна-Веллі, Станція Фортуна-Веллі і Церква Лас-Альмас.
- Маунт-Провіденс — гори, розташовані на заході Фортуни-Веллі. У ньому знаходяться багато тунелів і невеликих закладів. Ключові точки Маунт-Провіденс: Обсерваторія Маршалла, Даймонд-Пік, Тунель Коена, Готель і казино «Фортуна-Веллі», Церква Соледад, Маунт-Грейнт, Брекстон, Котеджі Ньюхейвен і Франклін-Доум.
- Сільвер-Кеньон — ущелини і каньйони на півночі Фортуни-Веллі, що тягнуться до північного краю Сільвер-Рок та оздоблюють Ліберті-Дезерт з півночі і сходу. Ключові точки Сільвер-Кеньон: Казино «Сільвер», Дамба «Сільвер», Ембер-Пік і Туристичний центр Ембер-Веллі.

### Персонажі
У грі присутні три головних героя, доступних під управління гравцю:
- Тайлер «Тай» Рамірес — гонщик з високим прагненням до перемоги, що робить його серйозним суперником як у вуличних гонках по місту, так і в дразі.
- Шон «Мак» Макалістер — фахівець з дрифту та перегонів по бездоріжжю, володіє непередбачуваним стилем водіння і безтурботним характером. Він мріє добитися кращого і з оптимізмом готовий допомогти своїй команді в скрутні хвилини.
- Джессіка «Джесс» Міллер — професійний механік і майстер водіння, завжди готова допомогти своїм друзям в найнебезпечніших ситуаціях. Володіє врівноваженістю і холоднокровністю, що робить її спокійною і в жаркій гонитві з поліцією.

Крім команди гравця, в грі присутні основні персонажі, які беруть активну участь в сюжеті протягом гри:
- Равіндра «Рав» Чадхрі — механік, який мріє створити кращий суперкар. Він проводить більшу частину часу в майстерні, але при цьому дозволяє Таю, Маку і Джесс користуватися своїм гаражем в пустелі і допомагає тюнінгувати машини.
- Ліна Наварро — представник Дому серед вуличних гонщиків Фортуни-Веллі. Вона прагне досягти вершини серед гонщиків всього міста і має намір перемагати будь-якою ціною, не зупиняючись ні перед чим, щоб підкорити собі Фортуну-Веллі.
- Маркус «Шулер» Вейр — представник казино Сільвер-Рока. Він прагне домогтися всього, любить ризикувати і прораховувати все наперед, що дозволило йому піднятися в його середовищі вище всіх інших у Фортуні-Веллі.

Крім головних героїв, в грі також присутні гонщики з різних вуличних ліг, їх лідери і представники картелю Дім, з якими доведеться змагатися протягом проходження сюжету.

### Історія
Дія починається з гонки між Таєм, Маком і Джесс, в кінці якої команда зустрічається з Ліною Наварро і Равом, які дають Таю свій Ford Mustang, після чого герої прямують в Сільвер-Рок, де Тай зустрічається з Маркусом Вейром. В ході вуличної гонки нагрянула поліція, а Ліна наказала Таю по рації повернути Koenigsegg Regera, на якому він брав участь в змаганні, Раву. Однак, приїхавши в пункт призначення, Тай раптово виявляє Рава лежачим на землі, а Ліна, яка перебувала поруч, забирає Koenigsegg Regera для картелю Дім, на який вона працює, і їде, попередньо викликавши поліцію. Дім контролює поліцію, злочинців і казино всього міста Фортуна-Веллі. У той час як Мак залишається з Равом, Тай їде на своєму Nissan Skyline від поліції, що патрулює місто, до Маркуса, який зустрів героя з невдоволенням через відсутність Koenigsegg Regera. Попри це, він все ж вирішив допомогти Таю помститися Дому та повернути машину, але з тією умовою, що герой буде виконувати всі його доручення.

## Розробка і вихід гри
Ще до анонсу Need for Speed: Payback розробники стверджували, що випуск нової гри серії Need for Speed відбудеться не раніше 2017 року, а сама гра врахує помилки попередньої частини серії, яка отримала суперечливі відгуки професійних критиків і звичайних гравців. 9 листопада 2016 року компанія Electronic Arts зареєструвала торгову марку відеогри Need for Speed: Arena . 23 березня 2017 року стало відомо, що на виставці EA Play в рамках E3 2017 покажуть і дадуть пограти відвідувачам в нову частину серії Need for Speed , а також деякі інші ігри компанії. Незадовго до анонсу нової частини Electronic Arts викладала в мережі тизер-зображення майбутньої Need for Speed . Офіційний анонс нової частини серії під назвою Need for Speed: Payback відбувся 2 червня 2017 року, тоді ж був опублікований перший трейлер і інформація про сюжет і особливості гри. Крім цього, стала відома інформація про попереднє замовлення, при якому гравці отримують п'ять ексклюзивних автомобілів, унікальні деталі тюнінга, ранній доступ до гри і інше.
Як і для Need for Speed 2015 року, для Payback розробники використовували тематику вуличних гонок з поліцейськими переслідуваннями, які стали популярні серед фанатів серії. Крім того, в новій грі творці також роблять упор на сюжет, внаслідок чого гравцеві доступні під управління три персонажа, кожен зі своєю сюжетною лінією, які, однак, перетинаються між собою. Для більшого реалізму були використані уповільнення часу, кінематографічні сцени і повтори. Чи не менше уваги було приділено тюнінгу автомобілів: у порівнянні з Need for Speed 2015 року, в Payback розробники обіцяли надати більшу кількість ліцензованих деталей від таких виробників, як Rocket Bunny, Alchemist і багатьох інших, а також детальну настройку продуктивності. Крім цього, автомобілі будуть розділені на кілька класів, і за допомогою комплектів кузова можна повністю змінити автомобіль, наприклад зробити з нього позашляховик. Також була заявлена підтримка грою PlayStation 4 Pro та Xbox One X з поліпшеннями в графіці і підтримкою зображення надвисокої чіткості (4K). На відміну від попередника, Need for Speed: Payback не вимагає постійного підключення до мережі.
21 серпня 2017 року "'Need for Speed: Payback' 'була продемонстрована на виставці gamescom. Розробники підтвердили, що в грі будуть використані вузькоспецифічні поліцейські погоні, ніж в попередній частині серії: у служителів порядку будуть кілька видів машин з різною тактикою переслідування і можливостями. Крім цього, на виставці була показана новітня модель серії BMW M5 2018 року через гру, на яку Electronic Arts отримали ліцензію завдяки тісній співпраці з виробником BMW. Незабаром показали геймплей гонок по бездоріжжю, які вперше повноцінно з'явилися в серії,а також повідомлено, що в майбутній Need for Speed не автомобілів Toyota. Ігровий світ — місто Фортуна-Веллі — за словами розробників, є найбільшим в історії серії, і буде включати в себе велику кількість колекційних предметів, запчастин і автомобілів, а також повноцінний 24-годинний цикл часу доби.